# DNCE (álbum)
DNCE es el álbum debut homónimo de estudio de la banda estadounidense DNCE. Fue lanzado el 18 de noviembre de 2016 por Republic Records. Incluye tres temas de su EP debut, Swaay (2015), así como once nuevas canciones adicionales.

## Lanzamiento y Promoción
En febrero de 2016, la banda dijo a PopCrush que casi habían terminado de grabar el álbum y que se lanzaría ese verano. Sin embargo, tras el éxito de "Cake by the Ocean" y "Toothbrush", el lanzamiento del álbum se retrasó para que la banda pudiera promocionar adecuadamente los sencillos. En agosto, Billboard informó de que la grabación había terminado. El título del álbum DNCE y la fecha de lanzamiento del 18 de noviembre de 2016 se anunciaron el 14 de septiembre de 2016 a través de un vídeo promocional.
Tres temas fueron lanzados como sencillos promocionales durante las tres semanas directamente anteriores al lanzamiento del álbum: "Blown", que cuenta con la participación de Kent Jones, el 28 de octubre de 2016; "Good Day" el 4 de noviembre de 2016; y "Be Mean" el 11 de noviembre de 2016.

## Sencillos
"Body Moves" fue lanzado como el sencillo principal de DNCE el 30 de septiembre de 2016. El 11 de octubre de 2016 se estrenó un vídeo que acompañaba a la canción y que mostraba a los miembros de la banda en situaciones provocativas. "Body Moves" alcanza el top 2 en la lista de Billboard Dance Club Songs.
"Good Day" recibió un remix oficial el 22 de septiembre de 2017.

## Recepción Crítica
DNCE recibió críticas generalmente favorables de los críticos musicales. En Metacritic, que asigna una normalizada a las reseñas de las principales publicaciones, recibió una promedio de 77, basada en 4 reseñas. Matt Collar, de AllMusic, escribió que "es el enfoque estilísticamente abierto de la banda hacia el pop lo que hace de DNCE un álbum tan alegre e innegablemente divertido". Collar también elogió al líder Joe Jonas por ser un "intérprete profundamente consciente de sí mismo y seguro de sí mismo". Nolan Feeney de Entertainment Weekly comentó la falta de una identidad clara en el álbum, pero concedió que el grupo "al final encuentra su ritmo con temas retro y llenos de funk como el nuevo single "Body Moves" y "Blown"," calificando el álbum con una B. Escribiendo para Rolling Stone, Brittany Spanos calificó el álbum como "una vuelta de tuerca madura a la fórmula de la boy band que tan bien les funcionó a Jonas y sus hermanos en el pasado", y escribió que "la mayor fuerza de DNCE es no tomarse nunca demasiado en serio a sí mismos"."
Rachel Sonis de Idolator dio al álbum una crítica mixta, escribiendo que "hay un verdadero potencial" en el álbum, pero que demasiadas pistas se sienten "forzadas" o "como rellenos"." Newsday calificó la canción con un A-, con el crítico Glenn Gamboa escribiendo que el álbum representa "el pop de baile desenfadado hecho bien. " Si Hawkins de The National escribió que "DNCE es enormemente divertido, repleto de exactamente lo que esperas al comprar un álbum como resultado de un gran éxito: más de lo mismo", y también elogió la voz de Jonas.

## Rendimiento comercial
DNCE debutó en el número 17 de la lista Billboard 200 del 10 de diciembre de 2016 con aproximadamente 25.000 unidades equivalentes a un álbum En la lista Top Album Sales, el álbum entró en el número 14, vendiendo aproximadamente 19.000 unidades.

## Lista de canciones
| Versión estándar |                           |                                                                               |                       |          |  |
| N.º              | Título                    | Escritor(es)                                                                  | Productor(es)         | Duración |  |
| 1.               | «DNCE»                    | Joe Jonas Ilya Salmanzadeh Rickard Göransson James Alan Ghaleb Justin Tranter | Ilya                  | 3:50     |  |
| 2.               | «Body Moves»              | Jonas Rami Yacoub Albin Nedler Kristoffer Fogelmark                           | Rami Nedler Fogelmark | 3:56     |  |
| 3.               | «Cake by the Ocean»       | Jonas Mattias Larsson Robin Fredriksson Tranter                               | Mattman & Robin       | 3:39     |  |
| 4.               | «Doctor You»              | Jonas Oscar Görres Oscar Holter Ghaleb                                        | OzGo                  | 3:12     |  |
| 5.               | «Toothbrush»              | Jonas Salmanzadeh Ghaleb Görranson                                            | Ilya                  | 3:51     |  |
| 6.               | «Blown»                   | Jonas Daryl Kent Jones Görres Holter Tranter Edwin Paul Shelton II            | OzGo                  | 3:17     |  |
| 7.               | «Good Day»                | Jonas Fredriksson Larsson Tranter                                             | Mattman & Robin       | 3:38     |  |
| 8.               | «Almost» (con Kent Jones) | Jonas Cole Whittle Nolan Lambroza Persiani Neal Dewain Whitmore Simon Wilcox  | Sir Nolan             | 2:55     |  |
| 9.               | «Naked»                   | Jonas Larsson Fredriksson Tranter                                             | Mattman & Robin       | 3:56     |  |
| 10.              | «Truthfully»              | Jonas Yacoub Nedler Fogelmark                                                 | Rami Nedler Fogelmark | 3:02     |  |
| 11.              | «Be Mean»                 | Jonas Görres Holter Ghaleb                                                    | OzGo                  | 3:31     |  |
| 12.              | «Zoom»                    | Jonas Salmanzadeh Tranter Göransson                                           | Ilya                  | 3:41     |  |
| 13.              | «Pay My Rent»             | Jonas Salmanzadeh Ghaleb Göransson                                            | Ilya                  | 3:13     |  |
| 14.              | «Unsweet»                 | Jonas Whittle Lambroza Neal Whitmore Wilcox Aaron Zuckerman                   | Sir Nolan Aaron Z     | 3:20     |  |
| 49:01            |                           |                                                                               |                       |          |  |

| Target Japón Bonus Track |                            |                                   |                       |          |  |
| N.º                      | Título                     | Escritor(es)                      | Productor(es)         | Duración |  |
| 15.                      | «Jinx»                     | Görres Holter Tranter             | OzGo                  | 3:36     |  |
| 16.                      | «Cake by the Ocean (Live)» | Jonas Larsson Fredriksson Tranter | Mattman & Robin       | 4:51     |  |
| 17.                      | «Body Moves (Live)»        | Jonas Yacoub Nedler Fogelmark     | Rami Nedler Fogelmark | 3:57     |  |

## Posicionamiento en listas

### Semanales
| País              | Lista                       | Mejor posición |
| ----------------- | --------------------------- | -------------- |
| Australia         | Australian Albums Chart     | 32             |
| Bélgica (Flandes) | Belgian Albums Chart        | 126            |
| Bélgica (Valonia) | Belgian Albums Chart        | 73             |
| Canadá            | Canadian Albums Chart       | 43             |
| Escocia           | Scottish Albums Chart       | 64             |
| España            | PROMUSICAE                  | 86             |
| Estados Unidos    | Billboard 200               | 17             |
| Francia           | French Albums Chart         | 166            |
| Irlanda           | Irish Albums Chart          | 76             |
| Japón             | Oricon                      | 43             |
| Nueva Zelanda     | NZ Heatseekers Albums Chart | 3              |
| Reino Unido       | UK Albums Chart             | 48             |
| Suiza             | Swiss Albums Chart          | 89             |

## Certificaciones
| País   | Organismo certificador | Certificación | Ventas | Ref.   |
| ------ | ---------------------- | ------------- | ------ | ------ |
| México | AMPROFON               | Oro           | 30 000 | [ 35 ] |